# Kamtxatkita
La kamtxatkita és un mineral de la classe dels sulfats. Rep el seu nom de la península de Kamtxatka, a on es troba la seva localitat tipus.

## Característiques
La kamtxatkita és un sulfat de fórmula química KCu₃(SO₄)₂OCl. Va ser aprovada com a espècie vàlida per l'Associació Mineralògica Internacional l'any 1987. Cristal·litza en el sistema ortoròmbic. La seva duresa a l'escala de Mohs és 3,5.
Segons la classificació de Nickel-Strunz, la kamtxatkita pertany a «07.BC: sulfats (selenats, etc.), amb anions addicionals, sense H₂O, amb cations de mida mitjana i gran», juntament amb els minerals següents: d'ansita, alunita, amonioalunita, amoniojarosita, argentojarosita, beaverita-(Cu), dorallcharita, huangita, hidroniojarosita, jarosita, natroalunita-2c, natroalunita, natrojarosita, osarizawaïta, plumbojarosita, schlossmacherita, walthierita, beaverita-(Zn), ye'elimita, atlasovita, nabokoïta, clorotionita, euclorina, fedotovita, piypita, klyuchevskita, alumoklyuchevskita, caledonita, wherryita, mammothita, linarita, schmiederita, munakataïta, chenita, krivovichevita i anhidrocaïnita.

## Formació i jaciments
Va ser descoberta a la fumarola Iadovítaia, al segon con d'escòria de l'avanç nord, produït a la gran erupció fissural del volcà Tolbàtxik, a l'óblast de Kamtxatka, Rússia. També ha estat descrita a la mina Nickel, a la localitat de Bolivia, al comtat de Churchill (Nevada, Estats Units). Són els dos únics indrets a tot el planeta a on ha estat trobada aquesta espècie mineral.